# Microloxia ruficornis
Microloxia ruficornis är en fjärilsart som beskrevs av W. Warren 1897. Microloxia ruficornis ingår i släktet Microloxia och familjen mätare. Inga underarter finns listade i Catalogue of Life.